# شرکت مهندسی و توسعه نفت ایران
شرکت مهندسی و توسعه نفت ایران، شرکت خدمات مهندسی نفت‌وگاز ایرانی است، که در سال ۱۳۷۳ به‌منظور مدیریت و نظارت بر روند اجرای پروژه‌های نفت‌وگاز توسط شرکت ملی نفت ایران تأسیس شد. شمار کارکنان این شرکت بالغ بر ۵۰۰ نفر می‌باشد.
شرکت متن در راستای اجرای پروژه‌های متعدد خشکی و دریایی با شرکت‌های پیمانکاری و مهندسی گوناگون در داخل و خارج از کشور همکاری داشته و زمینه لازم جهت انتقال فناوری مربوط به صنایع نفت‌وگاز وابسته به پروژه‌های فوق را به داخل کشور فراهم می‌نماید.